# Terusan Tengah (Tinggi Raja)
Terusan Tengah is een bestuurslaag in het regentschap Asahan van de provincie Noord-Sumatra, Indonesië. Terusan Tengah telt 2613 inwoners (volkstelling 2010).